# 長野県道505号三水中野線
長野県道505号三水中野線（ながのけんどう505ごう さみずなかのせん）は、長野県上水内郡飯綱町と中野市を結ぶ一般県道。

## 概要

### 路線データ
- 起点：上水内郡飯綱町倉井（長野県道362号牟礼永江線交点）
- 終点：中野市安源寺（安源寺交差点＝長野県道29号中野豊野線交点）

## 路線状況

### 道路施設
- 上今井橋（中野市、千曲川)

## 地理

### 通過する自治体
- 上水内郡飯綱町
- 中野市

### 交差する道路
- 飯綱町
  - （倉井付近＝起点）
    - 長野県道362号牟礼永江線

  - （倉井付近）
    - 上水内北部広域農道（北信五岳道路）

  - 上赤塩交差点（赤塩）
    - 長野県道459号東柏原赤塩線
- 中野市
  - 上今井交差点（上今井）
    - 国道117号

  - 栗林IC（栗林）
    - 志賀中野有料道路

  - 浜津ヶ池入口交差点（安源寺）
    - 長野県道29号中野豊野線（志賀中野有料道路経由支線）

  - 安源寺交差点（安源寺＝終点）
    - 長野県道29号中野豊野線本線（志賀フルーツライン）

### 周辺
- 上今井駅